# Alexandra Edenborough
Alexandra Edenborough (Somerset, 1977) is een Britse jazz- en elektronica-zangeres en cellist. Eind jaren negentig begon ze een popcarrière onder de naam Alex E: ze bracht onder deze naam een album uit en de single "Tonight" haalde hoge noteringen in Azië. Ze werkte mee aan albums van onder meer de groep Lotus (1999) en Vitamin C (2000). Edenborough is al enige jaren actief als jazzzangeres in Los Angeles. In december 2008 trouwde ze met de bekende acteur Gary Oldman, onder meer bekend van zijn rollen in de Harry Potterfilms.

## Discografie
- Alex E, TigerStar
- Touchez Moi, Side Tracked Records, 2011